# Vigantas Danilavičius
Vigantas Danilavičius (* 8. Juli 1963 in der Litauischen SSR) ist ein litauischer Politiker.

## Leben
Von 1987 bis 1995 arbeitete er als Lehrer für litauische Sprache in Žlibinai. Von 1990 bis 1995 war er Deputat im Rajonrat, 1995 bis 2000 war er stellv. Bürgermeister, von 2000 bis 2003 Gemeindeadministrator, von 2003 bis 2004 Bürgermeister der Rajongemeinde Plungė. Seit 2004 arbeitet er bei der Zeitung „Klaipėda“.
Seit 1993 ist er Mitglied der Tėvynės sąjunga - Lietuvos krikščionys demokratai.
Er ist verheiratet. Mit Frau Jolanta hat er den Sohn Mikas.

## Quelle
1. ↑  https://klaipeda.diena.lt/naujienos/nuomones/-dzingl-bels-gal-dar-antstolis-neatsibels-465223

| Personendaten    | Personendaten          |
| ---------------- | ---------------------- |
| NAME             | Danilavičius, Vigantas |
| KURZBESCHREIBUNG | litauischer Politiker  |
| GEBURTSDATUM     | 8. Juli 1963           |
| GEBURTSORT       | Litauische SSR         |